# 祝康宁
祝康宁（Frederick Hudson Judd，1871年7月—？）是一位内地会在华传教士领袖之一。
1871年7月，祝康宁出生在中国镇江，父亲祝名扬和母亲伊丽莎白是内地会早期来华的著名传教士，1867年10月结婚后前往中国，1868年3月3日抵达中国，被派往江苏扬州，不久就遭遇了扬州教案，几乎丧命。1869年，祝名扬夫妇被调到扬州对岸新开辟的通商口岸江苏镇江，1871年7月在那里生下祝康宁。1872年，祝名扬夫妇携祝康宁回英国休假，1873年11月，祝名扬一家又从英国返回中国。
1896年，25岁的祝康宁学成返回中国传教，驻江西九江。
1900年，29岁的祝康宁和中国牧师王则久受内地会总会派遣，前往江西省浮梁（景德镇）传教，建立了当地教会。
1927年底，上海地方教会在新闸路赓庆里汪佩真家中举行第一次擘饼聚会，参加者只有四人，包括倪柝声、李渊如、汪佩真以及祝康宁。 
1943年1月，日军将居留上海的英美侨民关押进集中营，年过70的祝康宁被关押在龙华集中营（上海中学内）。

## 延伸阅读
- 内地会历史